# Everybody's Changing
Everybody's Changing è un singolo del gruppo musicale britannico Keane, pubblicato il 12 maggio 2003 dalla Fierce Panda Records.

## Descrizione
Composta nel 2001 dal pianista Tim Rice-Oxley poco dopo l'abbandono del chitarrista Dominic Scott, il brano è stato registrato inizialmente in un appartamento privato per poi essere registrata nuovamente agli Helioscentric Studios di Rye (East Sussex), nel Regno Unito. Lo stile del brano viene descritto come piano rock, in quanto il pianoforte gioca un ruolo fondamentale per tutta la sua durata.
Il singolo ottenne un basso successo in madrepatria, raggiungendo la posizione 122 nella Official Singles Chart. Tuttavia, il 3 maggio 2004 venne distribuita una nuova versione del brano sotto la Island Records e lanciato come secondo estratto dal primo album in studio Hopes and Fears, che arrivò fino alla quarta posizione della suddetta classifica.

## Video musicale
Per la versione del 2004 è stato realizzato un video, che mostra il trio eseguire il brano su uno sfondo totalmente bianco. Durante tutto il suo svolgimento i tre componenti si trasformano in varie persone, come un eschimese, un cestista, un medico o un militare.
Intorno allo stesso periodo è stata distribuita anche una versione alternativa che vede i Keane suonare il brano su uno sfondo di un tramonto con altre alternate a vari concerti tenuti durante l'Hopes and Fears Tour.

## Tracce
Testi e musiche di Tim Rice-Oxley, Tom Chaplin e Richard Hughes, eccetto dove indicato.
CD (edizione del 2003)
1. Everybody's Changing – 3:36
2. Bedshaped – 4:40 (Tim Rice-Oxley, Tom Chaplin, Richard Hughes, James Sanger)
3. The Way You Want It – 3:19

CD promozionale (Regno Unito)
1. Everybody's Changing – 3:34

CD (Australia, Regno Unito)
1. Everybody's Changing – 3:37
2. To the End of the Earth – 3:02 (Tim Rice-Oxley, Tom Chaplin, Richard Hughes, James Sanger)
3. Fly to Me – 5:32
4. Everybody's Changing - Video – 3:37

CD (Europa), 7" (Regno Unito), download digitale
1. Everybody's Changing – 3:37
2. Fly to Me – 5:32

CD (Francia)
1. Everybody's Changing – 3:37
2. Somewhere Only We Know (Live at the Forum) – 4:00

## Formazione
Hanno partecipato alle registrazioni, secondo le note di copertina di Hopes and Fears:
Gruppo
- Tom Chaplin – voce
- Tim Rice-Oxley – pianoforte, tastiera, basso
- Richard Hughes – batteria

Produzione
- Andy Green – produzione, ingegneria del suono, programmazione Pro Tools
- Keane – produzione
- Mark "Spike" Stent – missaggio
- David Treahern – assistenza al missaggio
- Rob Haggett – assistenza secondaria al missaggio
- Ted Jensen – mastering

## Classifiche
| Classifica (2004-22)       | Posizione massima |
| -------------------------- | ----------------- |
| Belgio (Fiandre)           | 2                 |
| Belgio (Vallonia)          | 20                |
| Francia                    | 10                |
| Danimarca                  | 7                 |
| Germania                   | 60                |
| Irlanda                    | 27                |
| Italia                     | 2                 |
| Norvegia                   | 18                |
| Nuova Zelanda              | 28                |
| Paesi Bassi                | 20                |
| Regno Unito                | 4                 |
| Romania                    | 1                 |
| Stati Uniti (adult top 40) | 33                |
| Svezia                     | 35                |
| Svizzera                   | 24                |

## Date di pubblicazione
| Paese       | Data di pubblicazione | Formati                  |
| ----------- | --------------------- | ------------------------ |
| Regno Unito | 12 maggio 2003        | CD                       |
| Mondo       | 3 maggio 2004         | CD, 7" download digitale |